# Albatros C.II
L'Albatros C.II est un biplan biplace de reconnaissance et d'observation allemand de la Première Guerre mondiale conçu et construit par Albatros Flugzeugwerke.  Il n'est pas entré en production après qu'un unique exemplaire ait été construit.

## Conception
L'Albatros C.II utilise les ailes et le train d'atterrissage du modèle C.I précédent. Sa nacelle est plus courte et abrite un moteur Benz Bz.III (en) de 150 ch (112 kW) dans une configuration propulsive avec une hélice bipale,. La nacelle dispose d'un cockpit ouvert pour l'observateur/mitrailleur à l'avant et le pilote à l'arrière. La structure de la queue utilise un cadre ouvert avec un aileron et un gouvernail conventionnels et a valu le surnom de Gitterschwanz (traduction : queue en treillis). Il ressemblait beaucoup au De Havilland DH.2. Un seul exemplaire de cet avion a été construit avec comme numéro de série C27/16,,.
Cet avion ne doit pas être confondu avec l'OAW (Albatros) C.II qui était un avion indépendant produit par l'usine Albatros Schneidemühl en Autriche, connue sous le nom d'OAW. (Ostdeutsche Albatros Werke GmbH).